# 埃尔南·平托
埃尔南·爱德华多·平托·米兰达（西班牙語：Hernán Eduardo Pinto Miranda，1953年1月17日—2020年7月29日），智利政治人物，基督教民主党党员。

## 生平
1979年毕业于智利大学瓦尔帕莱索分校法学院。1990年至2004年，担任智利第二大城市瓦尔帕莱索市长。期间，瓦尔帕莱索在2001年与上海市缔结友好城市，2003年成功入选联合国教科文组织世界遗产名录。卸任后，他遭到腐败调查，但最终宣告无罪。2009年7月，他在瓦尔帕莱索选区参选参议院议员，以6.02％的选票获得第四名，未当选。
2012年，他再次参选瓦尔帕莱索市市长。但是被独立民主联盟候选人豪尔赫·卡斯特罗·穆尼奥斯击败。2020年7月3日，他因呼吸衰竭被送往比尼亚德尔马医院重症监护室接受治疗，7月29日因2019冠状病毒病并发症抢救无效逝世。